# María Elena Martínez Carranza
María Elena Martínez Carranza es una arquitecta y política mexicana, miembro del Partido Revolucionario Institucional (PRI). Ha sido diputada federal y delegada en Cuajimalpa de Morelos, además de destacar en su carrera de arquitectura.

## Biografía
Es arquitecta egresada de la Universidad Nacional Autónoma de México (UNAM), tiene además una maestría sobre Seguridad Nacional el Colegio de Defensa Nacional de México, el diplomado "Ciudad Segura, estrategias y acciones básicas" del Instituto Tecnológico y de Estudios Superiores de Monterrey y el Banco Mundial, y la especialidad en Seguridad Ciudadana por la Universidad Abierta de Cataluña; entre otros estudios y certificaciones.
Sus principales áreas de experiencia profesional son planeación, gestión, movilidad y seguridad urbanas, vivienda y administración pública.
En 1988 fue postulada candidata del PRI y elegida diputada federal por el Distrito 1 de Querétaro a la LIV Legislatura que concluyó en 1991. En esta legislatura fue presidenta de la comisión de Asentamientos Humanos y Obras Públicas. 
De 1994 a 1997 fue delegada del entonces Departamento del Distrito Federal en Cuajimalpa de Morelos, nombrada por el jefe del departamento Óscar Espinosa Villarreal. Fue una de las últimas delegadas nombradas por esta vía, antes de que lo fueran por el jefe de gobierno electo.
Tras esto, se retiró de la actividad político y se dedicó al ejercicio de su profesión. Es presidenta del Centro Ciudadano de Estudios y Evaluación de Políticas Públicas, A. C., y directora general de Grupo Espacio Siete S. A. de C. V. Es además consultora nacional del Programa de Naciones Unidas para los Asentamientos Humanos (ONU-HABITAT) y ha diseñado y coordinado programas académicos de diplomados en la Facultad de Arquitectura de la UNAM y en la dirección de Educación Continua de la Universidad Iberoamericana.
Es miembro de la Academia Nacional de Arquitectura, capítulo Valle de México y del Colegio de Arquitectos de la Ciudad de México, del que fue vicepresidenta de Acción Urbana y de Acción Académica. En 2016 la entonces Asamblea Legislativa del Distrito Federal le otorgó la presea "Hermila Galindo" en el rubro Académico-Educativo.